# 杜拉安

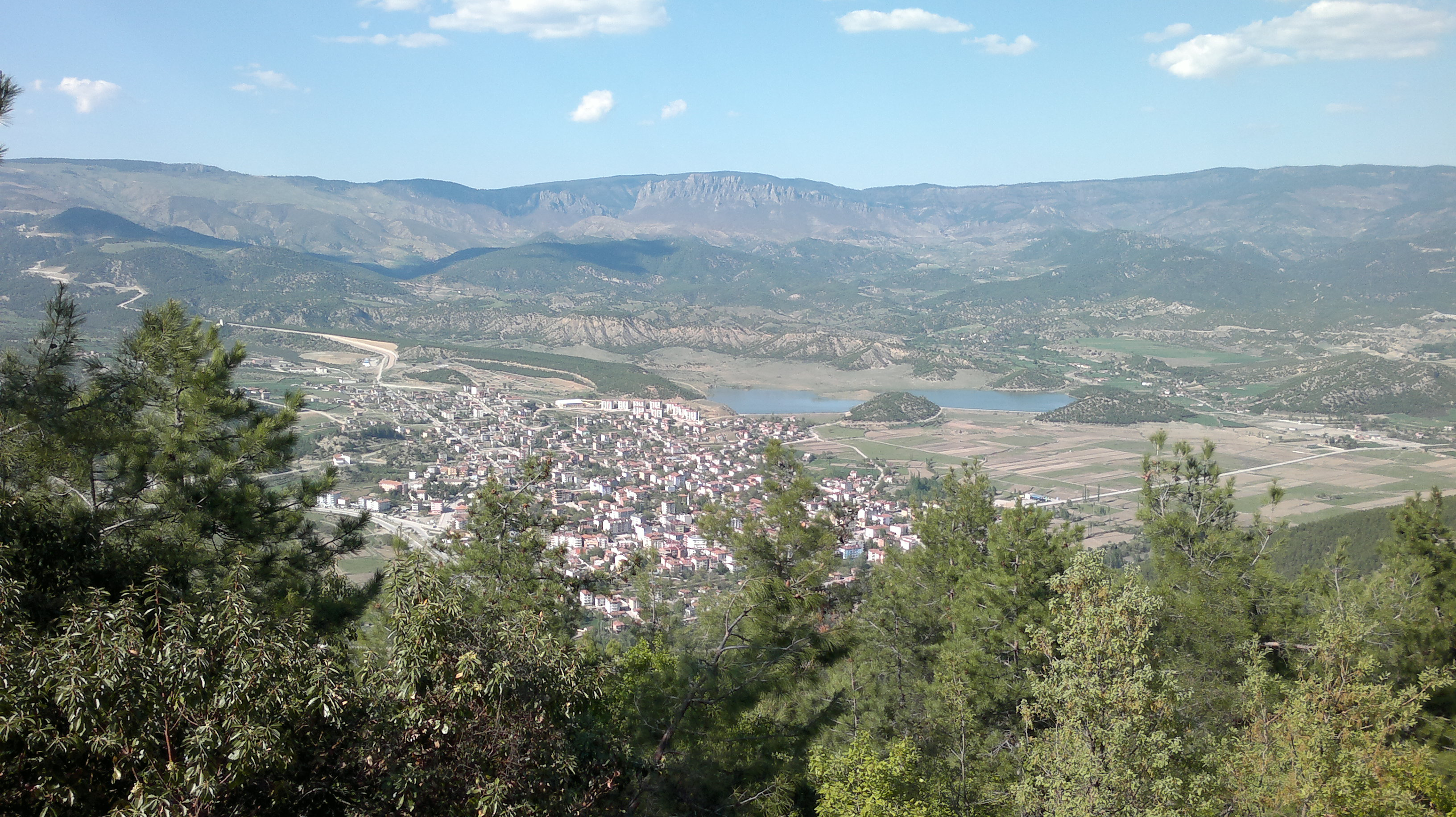
杜拉安

杜拉安是土耳其的城鎮，位於該國北部，距離黑海沿岸約100公里，由錫諾普省負責管轄，主要經濟活動有農業和畜牧業，2011年人口7,838。

## 外部連結
- District governor's official website （页面存档备份，存于） （土耳其文）

41°25′N 35°03′E / 41.417°N 35.050°E